# Luíza Barreto Leite
Luíza Barreto Leite (Santa Maria, 1º de outubro de 1909 - Rio de Janeiro, 1º de dezembro de 1996) foi uma atriz, crítica e diretora teatral brasileira.

## Biografia
Luiza Azevedo Barreto Leite, nasceu em 01 de outubro de 1909, em Santa Maria, sendo filha de João Baptista Barreto Leite (1876-1959) e Gonçalina Barreto Leite. Era neta do  Coronel Luiz Gonzaga de Azevedo (1854-1909), o primeiro Intendente (Prefeito) eleito de Júlio de Castilhos, município onde fica a Estância Vista Alegre, que pertencera ao bisavô materno de Luiza, o farroupilha Serafim Corrêa de Barros, e onde sua avó, Francisca Corrêa de Azevedo, e sua mãe cresceram.
Com grandes atuações no teatro gaúcho, Luíza Leite ficou conhecida, nacionalmente, nas décadas de 1940 e 1950 ao fazer cinema. Sua estréia nas telonas foi no filme de Moacyr Fenelon: “Sob a Luz de Meu Bairro” de 1946. Foi uma das fundadoras do histórico grupo teatral Os Comediantes e também foi diretora de radioteatro da Rádio Mec.
Na família de Luíza Barreto Leite encontramos a sua sobrinha, Mariana de Moraes, os filhos (do seu casamento com o escritor e crítico de cinema José Sanz) : Sérgio Sanz e Luís Alberto Sanz (ambos cineastas).
É a autora do livro A mulher no teatro brasileiro, de 1965.

## Carreira

### Filmografia
| Ano  | Título                    | Personagem     |
| ---- | ------------------------- | -------------- |
| 1946 | Sob a Luz do Meu Bairro   | —              |
| 1946 | Fantasma por Acaso        | Mãe de Clarice |
| 1947 | Luz dos Meus Olhos        | —              |
| 1948 | Falta Alguém no Manicômio | Madalena       |
| 1948 | Terra Violenta            | —              |
| 1948 | Inconfidência Mineira     | —              |
| 1948 | Mãe                       | Adalgisa       |
| 1949 | Caminhos do Sul           | —              |
| 1951 | Aí Vem o Barão            | Governanta     |
| 1952 | Areias Ardentes           | Leonor         |
| 1955 | Sinfonia Carioca          | Custódia       |
| 1977 | Ladrões de Cinema         | Americana      |
| 1982 | Insônia                   | Senhora        |

## Livros[5]
- A Mulher no Teatro Brasileiro (1965)
- Teatro e Criatividade (1975)
- Teatro é Cultura: na Educação (1976)
- O Teatro Na Educação Artística (1980)

### Artigos
- Tudo é Poesia (1954)
- O Amor de ‘Metier' (1955)
- Machado de Assis pelo TNC (1959)
- A fase heróica (1966)
- Paschoal e seus festivais (1978)
- Oswald, o Oficina e o tempo (1996, crítica teatral)